# Pavia Foot Ball Club 1913-1914
Questa voce raccoglie le informazioni riguardanti il Pavia Foot Ball Club nelle competizioni ufficiali della stagione 1913-1914.

## Stagione
Inizia in questa stagione la centenaria storia ufficiale del Pavia, due anni dopo la fondazione avvenuta al Caffè Roma di via XX Settembre a Pavia il 3 novembre 1911, dopo due anni di amichevoli e tornei non ufficiali, la squadra viene inserita in un girone a otto ed inizia alla grande, con una vittoria sonante il 4 gennaio 1914 con la partita Pavia-Ausonia Pro Gorla (4-0). Purtroppo il buon inizio ha avuto un'infelice continuazione, ben sei consecutive sconfitte, che hanno portato alla decisione di ritirare la squadra al termine del girone di andata, vuoi per le pessime condizioni del campo di Piazza d'Armi, vuoi per lo scarso numero di calciatori a disposizione. L'attività è continuata con una serie di gare amichevoli.

## Rosa
| N. |                   | Ruolo | Calciatore        |
| -- | ----------------- | ----- | ----------------- |
|    | Italia (bandiera) | D     | Beltramini        |
|    | Italia (bandiera) | A     | Emilio Cambieri   |
|    | Italia (bandiera) | A     | Giuseppe Cattaneo |
|    | Italia (bandiera) | A     | Giovanni De Paoli |
|    | Italia (bandiera) | C     | Luigi Fratti      |
|    | Italia (bandiera) | C     | Giussani          |

| N. |                   | Ruolo | Calciatore        |
| -- | ----------------- | ----- | ----------------- |
|    | Italia (bandiera) | A     | Rino Gnocchi      |
|    | Italia (bandiera) | P     | Leitner           |
|    | Italia (bandiera) | D     | Delfo Melzi       |
|    | Italia (bandiera) | D     | Edgardo Preti     |
|    | Italia (bandiera) | C     | Vicarini          |
|    | Italia (bandiera) | A     | Arnaldo Vigorelli |